# Anne Meygret
Anne Meygret (Niza, 15 de febrero de 1965) es una deportista francesa que compitió en esgrima, especialista en la modalidad de florete. Participó en los Juegos Olímpicos de Los Ángeles 1984, obteniendo una medalla de bronce en la prueba por equipos.

## Palmarés internacional
| Juegos Olímpicos | Juegos Olímpicos             | Juegos Olímpicos  | Juegos Olímpicos    |
| Año              | Lugar                        | Medalla           | Prueba              |
| ---------------- | ---------------------------- | ----------------- | ------------------- |
| 1984             | Los Ángeles (Estados Unidos) | Medalla de bronce | Florete por equipos |